# Coordinadora d'escoles 0-12

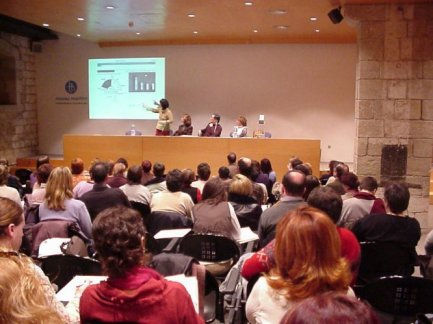
Imatge de la III Jornades de la Coordinadora 3-12, 2002

La Coordinadora d'escoles 0-12 va ser una iniciativa promoguda per la Federació de Moviments de Renovació Pedagògica per a la creació d'una coordinació d'escoles públiques a nivell de Catalunya. L'activitat principal de la coordinadora va ser la celebració de jornades anuals, la primera de les quals es va celebrar els dies 5 i 6 de novembre de 1999, concretant una proposta elaborada pel primer congrés de la Renovació Pedagògica celebrat a Catalunya del 1993 al 1996.

## Història
La coordinadora 3-12 neix arrel dels debats i reflexions al si de la Federació de Moviments de Renovació Pedagògica, especialment al llarg del Primer Congrés de la Renovació Pedagògica 1993-1996. En aquest congrés es planteja treballar per a la creació d'una coordinació d'escoles públiques a tot Catalunya. L'any 2002 la coordinació comptava amb unes cent cinquanta escoles.

## Membres promotors
Tot i que la coordinadora mateixa estava composta de diverses escoles de primària públiques, el grup promotor estava format per les següents entitats:
- Federació de MRP de Catalunya
- FaPaC
- Facultat Ciències Educació - Universitat Autònoma de Barcelona
- ICE – Universitat Autònoma de Barcelona
- Universitat de Barcelona
- Universitat de Girona
- Universitat de Lleida
- Universitat de Vic
- Universitat Rovira i Virgili
- CCOO
- UGT
- USTEC-STE's

Els participants de la coordinació eren escoles d'infantil i primària de Catalunya, i per formar part de la coordinació havien d'aprovar l'adhesió al consell escolar de centre i comprometre's a formar part de la jornada, adquirint així el dret a rebre el material que es generés a la coordinació.

## Objectius
Els objectius inicials que es plantejava la coordinadora eren els següents:
1. Crear un marc estable i voluntari de relació, intercanvi i cooperació entre els centres educatius públics en allò que conjuntament decideixin.
2. Impulsar una corrent d'opinió favorable a la renovació pedagògica i a la millora de la qualitat de l'ensenyament públic de Catalunya.
3. Promoure debats i elaborar propostes sobre temes concrets que ens afectin, mitjançant jornades o consultes puntuals, difonent les propostes entre les entitats promotores i presentant-les al conjunt de la societat i a les diverses administracions.

## Jornades celebrades
Una de les activitats principals de la coordinadora va ser la realització de jornades, en les quals es van presentar experiències i anàlisi de les diverses escoles participants de la coordinació. Segons les entitats promotores, els objectius de les jornades serien els següents:
- Ressaltar la importància i el significat de l'educació primària en el marc de l'ensenyament obligatori.
- Repensar, especificar i delimitar els objectius d'aquesta etapa en el procés de formació de l'alumnat.
- Pronunciar-se sobre aspectes relatius al currículum, l'orga- nització dels centres, el perfil del professsorat, les relacions amb la comunitat i el sistema educatiu.
- Promoure la coordinació d'escoles 3-12, amb l'objectiu d'intercanviar experiències, reflexionar de manera conjunta i fer propostes de millora.

La coordinadora 0-12 va celebrar 11 jornades:
- I Jornades 3-12 (5-6 de novembre de 1999) - Bellaterra, Universitat Autònoma de Barcelona
- II Jornades 3-12 (9-10 de març de 2001) - Barcelona, Universitat de Barcelona, Campus de la Vall d'Hebron
- III Jornades 3-12 (18-19 de gener de 2002) - Barcelona - Drassanes
- IV Jornades 3-12 (21-22 de març de 2003) - Bellaterra, Universitat Autònoma de Barcelona
- V Jornades 0-12 (12-13 de març de 2004) - Barcelona - Museu Marítim
- VI Jornades 0-12 (8-9 d'abril de 2005) - Bellaterra, Universitat Autònoma de Barcelona
- VII Jornades 0-12 (10-11 de març de 2006) - Barcelona - Museu Marítim
- VIII Jornades 0-12 (2-3 de febrer de 2007) - Bellaterra, Universitat Autònoma de Barcelona
- IX Jornades 0-12 (15-16 de febrer de 2008) - Barcelona, Universitat de Barcelona, Facultat de Formació de Professorat
- X Jornades d'Escoles 0-12 (29-30 de gener de 2010) - Bellaterra, Universitat Autònoma de Barcelona
- XI Jornades d'Escoles 0-12 (30 de novembre i 1 de desembre de 2012) - Barcelona, Universitat de Barcelona, Campus de la Vall d'Hebron